# Канал Дніпро — Кривий Ріг

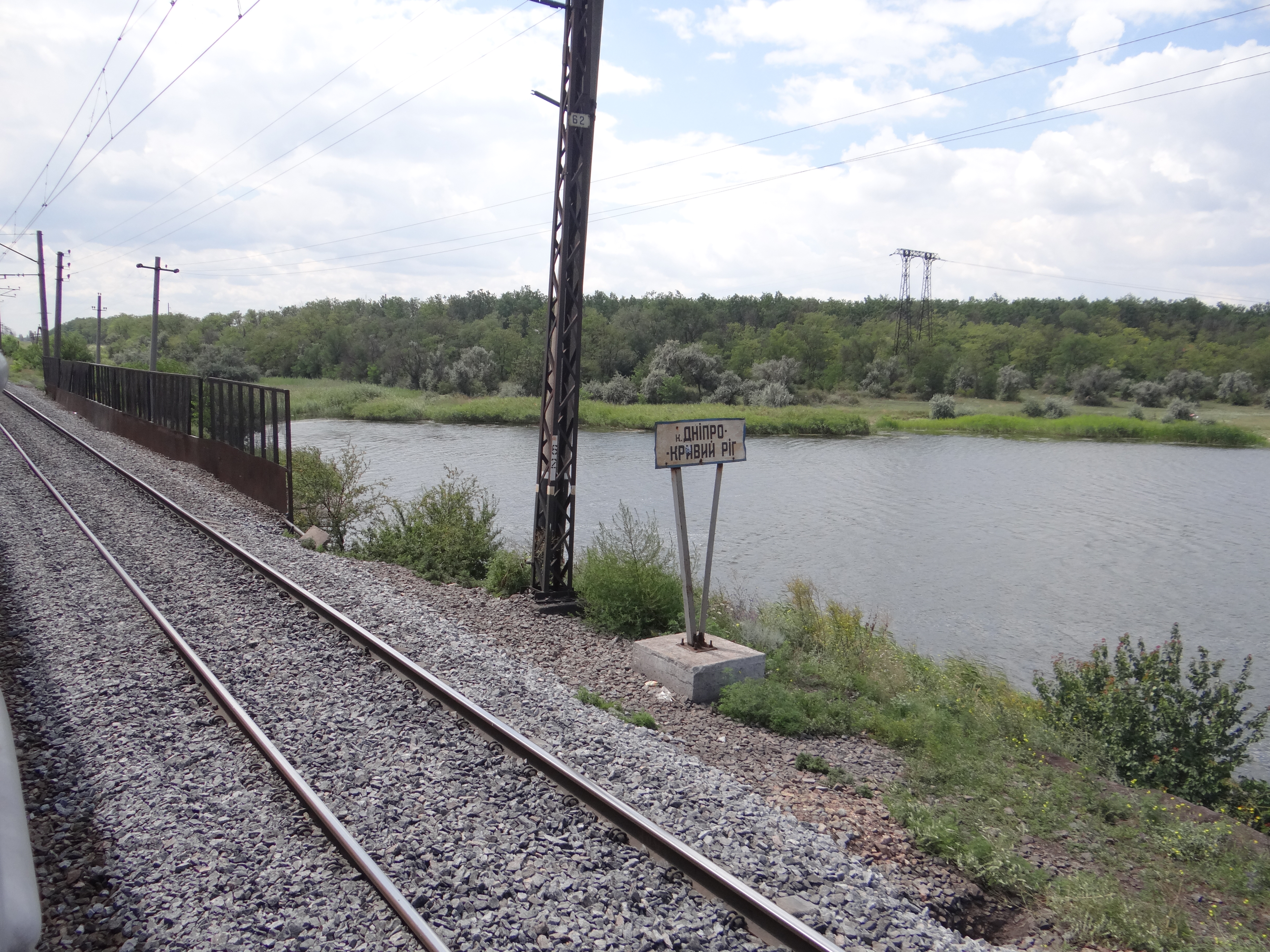
Канал Дніпро-Кривий Ріг на ділянці Радушна—Незалежна

Канал Дніпро — Кривий Ріг  канал у Дніпропетровській області України. Споруджений 1957—61 р. для водопостачання промислового Криворізького району. Загальна довжина магістрального каналу 41,3 км.
Воду для каналу забирають із Каховського водосховища біля с. Мар'янського. За допомогою насосних станцій вона, долаючи підйом 80 м, подається до штучного Південного водосховища об'ємом 57,3 млн м³, яке каналом з'єднане з Кресівським водосховищем, що на р. Саксагань. У комплекс гідротехнічних споруд входять 4 насосні станції, гребля Південного водосховища, фільтрувальна станція з очисними спорудами тощо. Вода каналу використовується й для зрошування прилеглих земель (в 1977 − 26 тис. га). У 1979 р. проводились роботи з реконструкції каналу.
Загальний забір води з Каховського водосховища для міста Кривого Рогу становить 616 млн м³ на рік, у тому числі на питні і технічні потреби — 480 млн м³ на рік, на зрошування — 93 млн куб. м³.